# Гаджиев, Тажудин Абдулкадырович
Тажудин Абдулкадырович Гаджи́ев (1914, село Верхнее Казанище, Темир-Хан-Шуринский округ — 25 ноября 1975, Махачкала) — советский кумыкский театральный актёр, народный артист РСФСР (1966).

## Биография
Тажудин Абдулкадырович Гаджиев родился в 1914 году в селе Верхнее Казанище Темир-Хан-Шуринского округа Дагестанской области (сейчас Буйнакский район Дагестана). Окончил педагогический техникум. Учился в сельскохозяйственном институте. Принимал участие в спектаклях самодеятельности.
С 1935 года играл в Кумыкском драматическом театре в Махачкале. Был артистом комедийного плана, сыграл более ста ролей. Стал первым исполнителем роли Владимира Ильича Ленина на дагестанской сцене. Член КПСС с 1946 года.
Умер 25 ноября 1975 года  на сцене перед спектаклем «Свадьба на войне».

## Награды и премии
- Медаль «За трудовую доблесть».
- Медаль «За оборону Кавказа».
- Народный артист Дагестанской АССР (1950).
- Заслуженный артист РСФСР (23.04.1960)[2].
- Народный артист РСФСР (24.01.1966)[3].

## Работы в театре
- «Ромео и Джульетта» Шекспира — Меркуцио
- «Король Лир» У. Шекспира — Шут
- «Проделки Скапена» Мольера — Скапен
- «Кремлёвские куранты» Н. Погодина — Ленин
- «Из искры» Ш. Дадиани — Ленин
- «Молла Насреддин» Курбанова — Молла Насреддин
- «Без вины виноватые» А. Островского — Шмага
- «Не все коту масленица» А. Островского — Ахов
- «Свадьба Кречинского» А. Сухово-Кобылина — Расплюев
- «Слуга двух господ» К. Гольдони — Труффальдино
- «Макар Дубрава» А. Корнейчука — Макар
- «Шакалы» А. Якобсона — профессор Стил
- «Свадьба на войне» А.-В. Сулейманова — Иса
- «Ансар» А. Аджаматова — Гаджибутай
- «Под деревом» Г. Рустамова — Мута

## Фильмография
- 1960 — Тучи покидают небо — Гамзат